# Mappa mundi

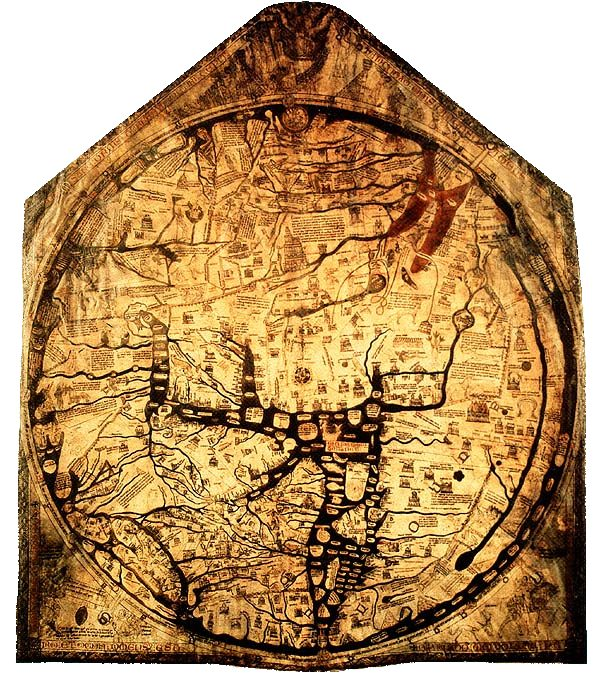
Hereford-Karte, ca. 1300

Eine mappa mundi (lat., Mehrzahl: mappae mundi) ist eine mittelalterliche Weltkarte in der Tradition europäischer Kartografie. Aufgrund der früheren ptolemäischen Tradition gibt es teilweise Bezüge zu den islamischen Karten dieser Zeit. Der zeitliche Schlusspunkt dieser Kartenart liegt im 15. Jahrhundert, als die Seefahrt Entdeckungen und die Kartografie Fortschritte machten.
Mappa ist ursprünglich ein weißes, ausgebreitetes Tuch.

## Allgemeines und Quellenwert
Harvey zufolge sind aus dem Europa des 7. bis einschließlich 14. Jahrhunderts über tausend Weltkarten überliefert, dabei handelt es sich großteils aber um einfache Diagramme, bei denen man irgendwelche Informationen räumlich arrangiert hat. Sie erscheinen etwa als Illustrationen zu philosophischen oder wissenschaftlichen Abhandlungen.
Mappae mundi werden als historische Quellen in der Historischen Geographie behandelt, einer Historischen Hilfswissenschaft. Sie sollten nicht allein danach bemessen werden, ob eine geografische Information nach heutigen Erkenntnissen richtig ist. Zwar dienen diese Karten auch dazu, das damalige geografische Wissen zu bestimmen. Anna-Dorothee von den Brincken weist darauf hin, dass ihr heutiger Wert nicht so sehr naturwissenschaftlicher, sondern geisteswissenschaftlicher Art ist: Nicht um geografische Details gehe es, sondern um den ordo im Sinne des Weltbildes. Sie sind vor allem als thematische Karten zu verstehen, nicht als Mittel der konkreten geografischen Orientierung.

## Vorgeschichte
Vorläufer der mittelalterlichen Weltkarten sind römische T-O-Karten, auf denen Tanais (Don), Nil, Schwarzes und Ägäisches Meer Asien von Europa und Afrika trennen, die wiederum durch das Mittelmeer getrennt wurden. Allerdings gibt es keine überlieferten Karten aus der römischen Zeit; daher ist auch die Vermutung nicht untermauerbar, es habe in der Antike eine hervorragende Kartentradition gegeben, die im Mittelalter untergegangen sei. Das Werk des griechischen Geografen Claudius Ptolemäus (um 150 n. Chr.) ist nur als Text überliefert, die bekannten darauf beruhenden Karten sind neuzeitlich. Die Tabula Peutingeriana (nach 330 n. Chr.) ist eine Straßenkarte. Ferner soll es eine Ökumene-Karte von Augustus’ Schwiegersohn Marcus Vipsanius Agrippa gegeben haben.

## Fragestellungen
Bei der Auswertung von mittelalterlichen Weltkarten sind einige Fragen gängig geworden; dabei unterscheidet man nach Gervasius zwischen pictura und scriptura. Die pictura, also das Bild, das Gemalte, sollte möglichst genau kopiert werden, in der scriptura, der Schrift oder der Kartenlegende, war man freier und konnte Unsicheres diskutieren.
Von Bedeutung ist die geografische Ausrichtung; während heutige Karten normalerweise genordet sind (Norden ist „oben“), waren im europäischen (christlichen) Mittelalter Karten meist geostet, da aus dem Osten das Heil kommt. Der Mittelpunkt mehrerer Karten ist Jerusalem, der Nabel der Welt. Teilweise wird sogar der Leib Christi mit der Karte verbunden, so dass man oben seinen Kopf, unten Füße und links und rechts Hände erkennen kann. Überhaupt beachtet man die Außenabgrenzung solcher Karten.
Politische Grenzen findet man meist nicht, denn Herrschaften wurden erst im Spätmittelalter territorial verstanden, so von den Brincken.
Häufig sind zwei Regionen besonders groß (meist überproportioniert) dargestellt:

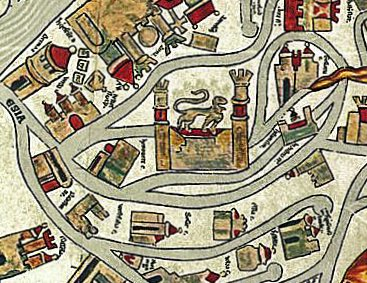
Braunschweig auf der Ebstorfer Weltkarte

- das Heilige Land (Palästina), aufgrund seiner heilsgeschichtlichen Bedeutung und der vielen biblischen Details, die man zeigen will;
- die Region des Kartenautors, der seine eigene Region (Wohn- oder Herkunftsgebiet) besser als andere kennt.

Traditionell unterscheidet (und kennt) die Antike wie auch das Mittelalter drei Kontinente: Europa, Asien, Afrika. Sie werden mit Noahs Nachfahren Jafet, Sem und Ham in Verbindung gebracht. Danach gab es aber noch die Frage eines Vierten Kontinents (terra australis incognita), wo die Autoren oft Monster ansiedelten („Antipoden“).
Schließlich ist die Ausarbeitung der Küstenlinien und die geografische Kenntnis des Autors durchaus von Bedeutung. Eine möglichst genaue Darstellung ist das eine Extrem, eine sehr schematische Darstellung mit drei Flächen (Kontinenten) und drei trennenden Meeren ist das andere (T-O-Karte). In die Art der Darstellung fließen geografische und – aus heutiger Sicht – eher philosophisch-spekulative Ideen ein.

## Entwicklung und bekannte Beispiele

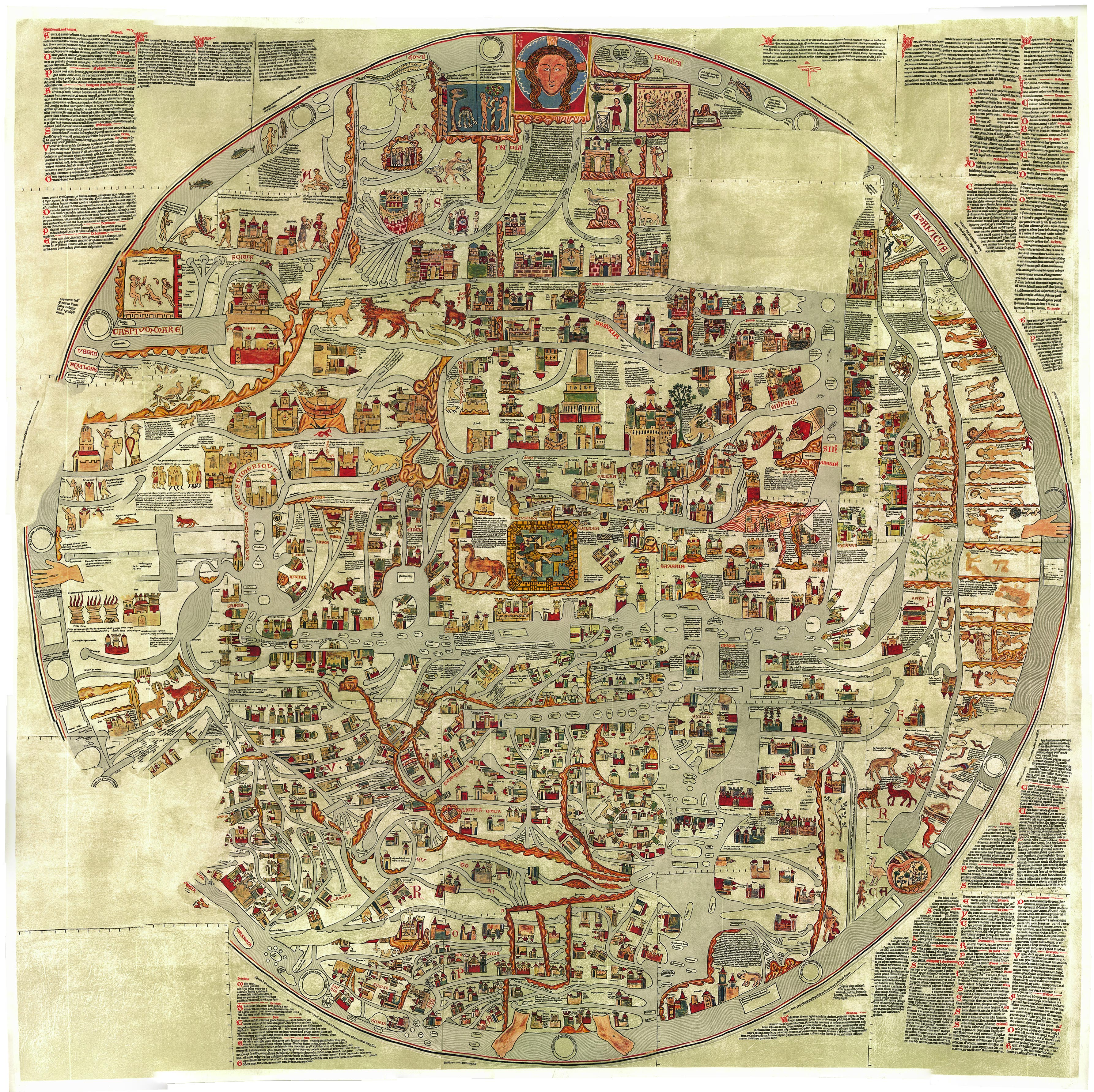
Ebstorfer Weltkarte, ca. 1300, wahrscheinlich im Ebstorfer Kloster (Lüneburger Heide) hergestellt